# Albatros černonohý
Albatros černonohý (Phoebastria nigripes) je velký druh albatrosa obývající severní Pacifik. Tento mořský pták je relativně početný, avšak jeho populace patrně pomalu klesá vlivem zamotání se do vlasců a háčků rybářů lovících na dlouhé lovní šňůry.

## Systematika
Druh formálně popsal John James Audubon v roce 1839. Druhové jméno nigripes pochází z latinského niger, čili „černý“, a pes neboli „noha“. Albatros černonohý patří do větve severopacifických albatrosů Phoebastria.

## Výskyt a populace

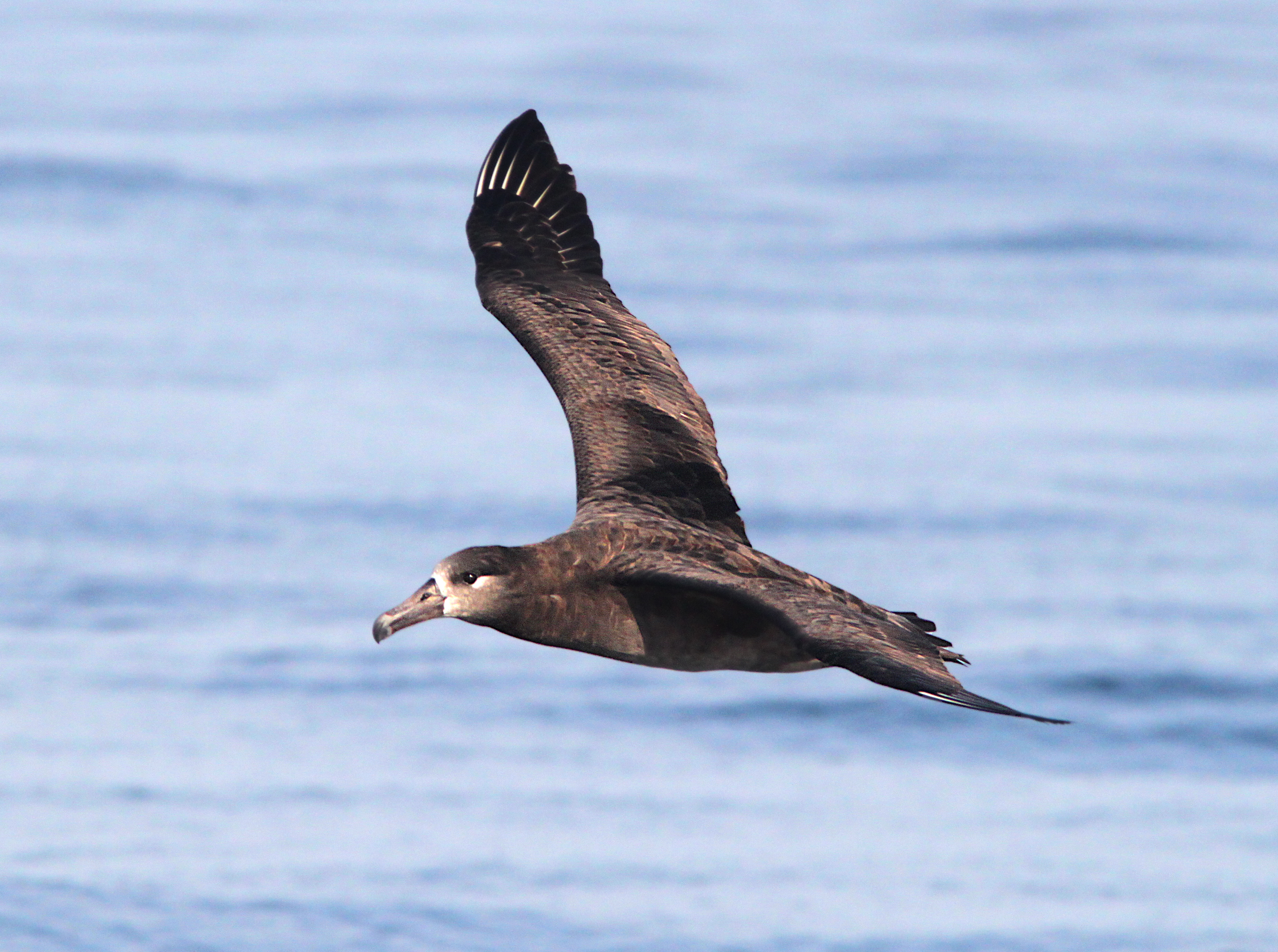
Albatros černonohý v letu

Albatros černonohý hnízdí v severozápadní části Havajského souostroví a na několika ostrůvcích Japonska (Senkaku, Boninské ostrovy, Torišima). Do konce 20. století zahnizďoval i na mexických ostrovech Guadalupe a San Benedicto, a v minulosti i na některých dalších pacifických ostrovech. Mezinárodní svaz ochrany přírody celkovou populaci k roku 2020 uváděl na 140 000 dospělých jedinců. Kolem 72 % populace zahnizďuje pouze na dvou lokacích, a sice na havajských ostrůvcích Midway a Laysan. V době mimo hnízdění se albatrosi černonozí rozlétávají do většiny koutů severního Pacifiku. Vysoká koncentrace těchto ptáků je hlavně v severovýchodní oblasti Pacifiku v blízkosti pobřežních vod Severní Ameriky. Zbloudilí jedinci byli výjimečně pozorováni i na jižní polokouli.

## Popis

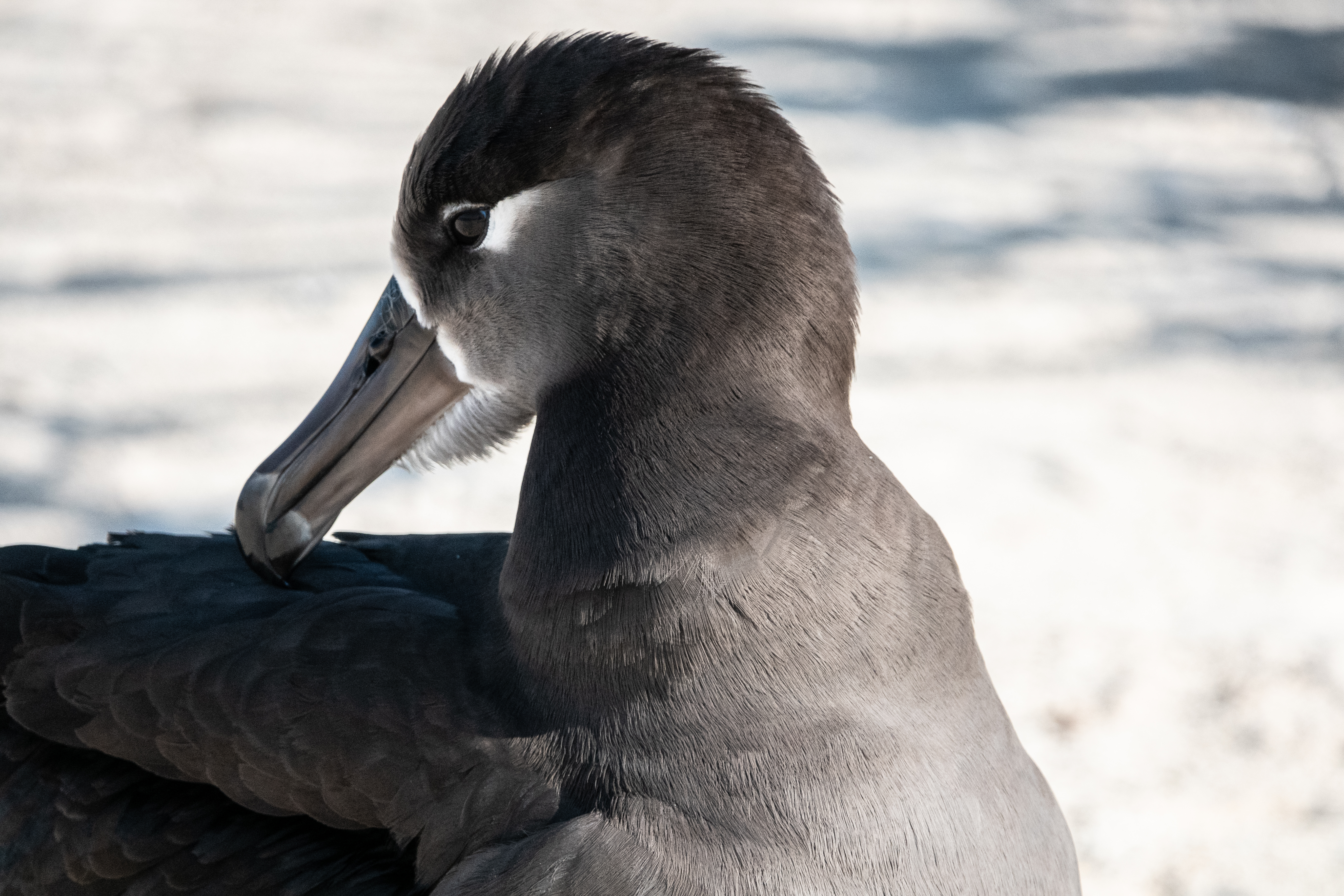
Detail hlavy

Albatros černonohý je poměrně malý druh albatrosa dosahují délky těla 64–74 cm. Rozpětí křídel se pohybuje kolem 193–216 cm, váha kolem 2,8 kg. Samci jsou o maličko větší než samice a mají o něco delší zobák. Křídla jsou dlouhá a tenká.
Většina opeření dospělců je černohnědá. Peří kolem kořene zobáku od spodní části čela po horní část brady je bílé. Někteří jedinci mají pod okem bílé peří ve tvaru půlměsíce, který sahá až za uši. Spodní část kostřece a svrchní krovky ocasní jsou bílé, občas bílohnědě flekované. Spodní strana těla je spíše šedohnědá, tedy světlejší než svrchní strana těla. Tenká a dlouhá křídla jsou svrchu černohnědá, zespodu tmavě hnědá. Zobák je tmavě černohnědý, u některých jedinců o něco světlejší. Nohy jsou černé, oči černohnědé. Menší část populace je výrazně světlejší. Samci a samice jsou vzhledově stejní, nedospělí jedinci jsou převážně hnědí s bledě hnědým zobákem zakončeným tmavě šedou špičkou (zobák s věkem černá).

## Biologie
Na rozdíl od řady jiných albatrosů, resp. i trubkonosých ptáků obecně, albatrosi černonozí využívají mnohem více třepotavého letu namísto plachtění, což jim umožňuje létat i při velmi slabých větrech.

### Hnízdění
Hnízdí v koloniích na otevřených písčitých plážích nad úrovní přílivové hladiny v oblastech s žádnou nebo minimální vegetací. Do kolonií přilétají ve druhé polovině prosince. Po přelítnutí na hnízdiště se albatrosi angažují ve vysoce komplexních namlouvacích tancích, během kterých albatrosi např. kývají hlavou nahoru a dolů nebo ze strany na stranu, vzájemně si čistí peří nebo natahují zobáky směrem k nebi. Tyto vizuální signály doprovází bohatý vokální repertoár. Tyto tance mohou trvat v podstatě i celé dekády, protože albatrosi coby dlouhožijící ptáci tvoří monogamní páry a se stejným partnerem zůstávají celý život a tyto tance předvádí každoročně. Hnízdo představuje mělký důlek v zemi s jemně vyvýšenými okraji připomínající jakousi plochou vyhaslou sopku. Hnízdo staví oba partneři za pomocí nohou.
Samice klade pouze jedno velké krémové vejce s hnědými flíčky. Partneři se v sezení na vejcích střídají; zatímco jeden z partnerů inkubuje, druhý shání na moři potravu. Inkubace trvá kolem 65 dní. K osamostatnění mláděte dochází ve věku kolem 140–150 dní. Mladí albatrosi poprvé zahnizďují ve věku 5 let.

Příklady vizuálních signálů při namlouvacích tancích
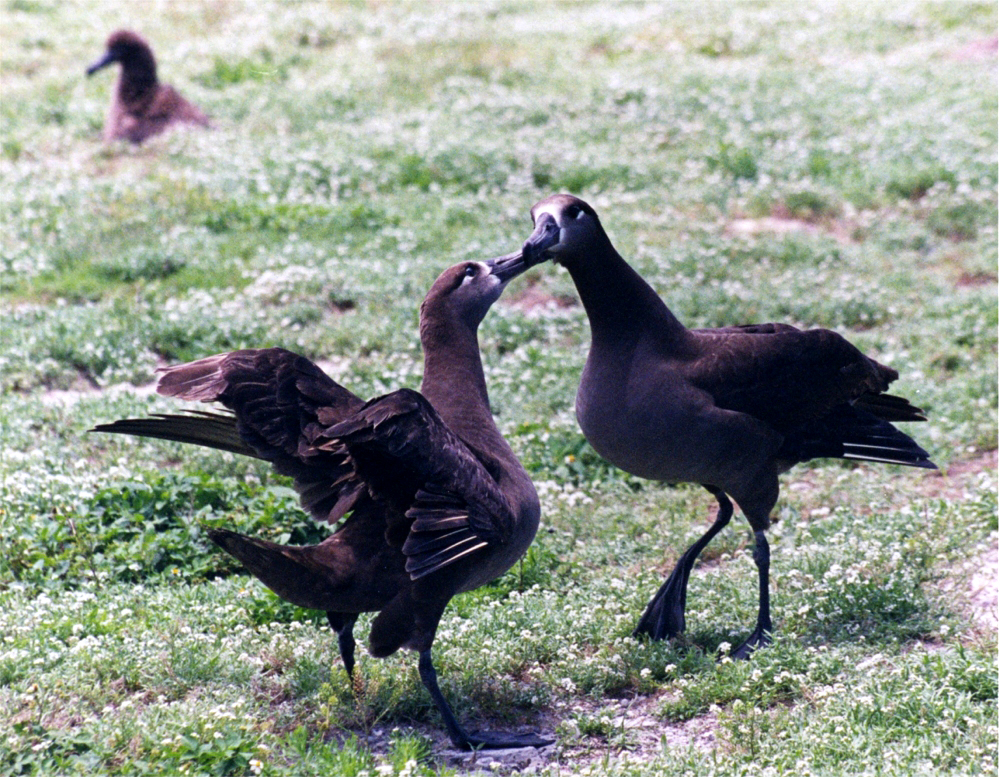
Dotýkání zobáky
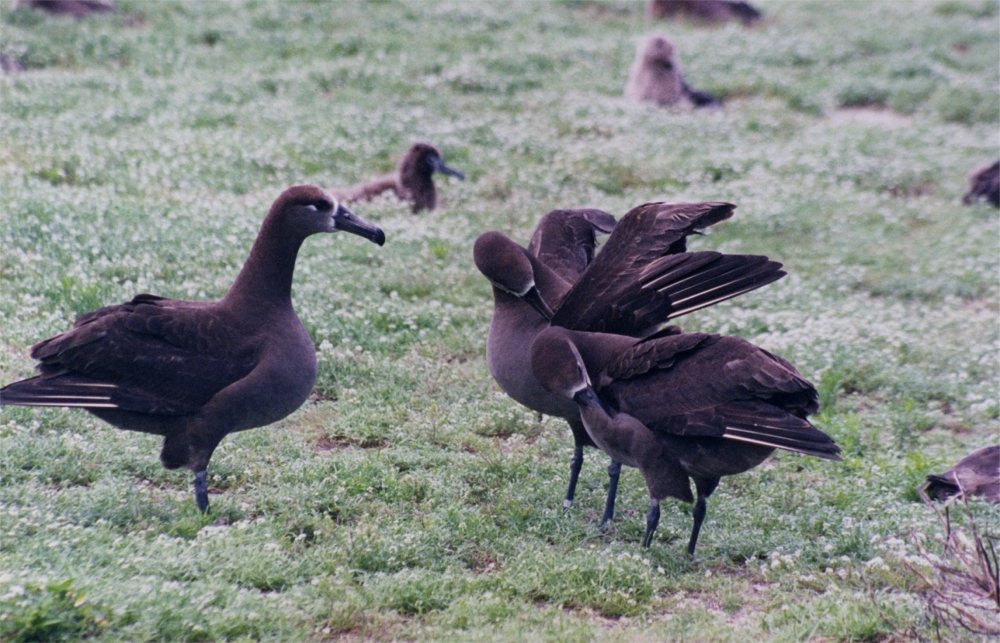
Předvádění čištění peří
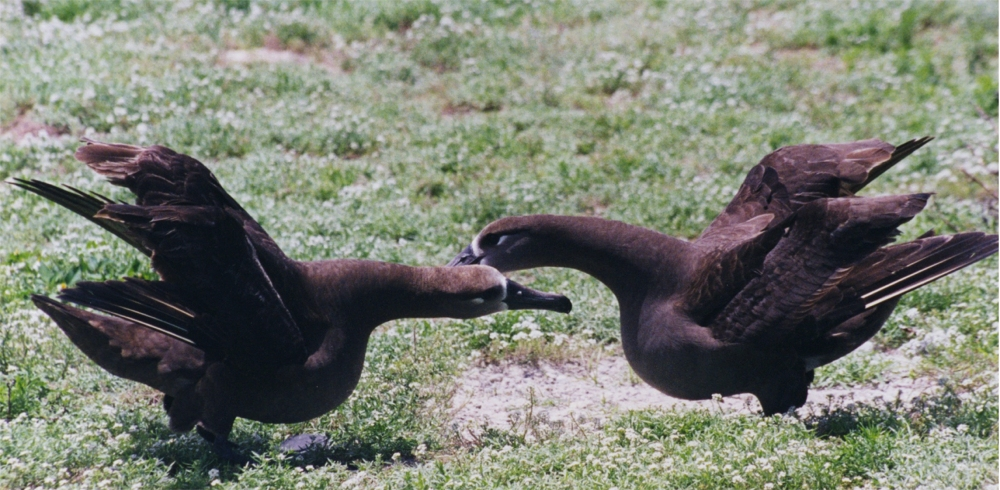
Hra s hlavami

### Potrava

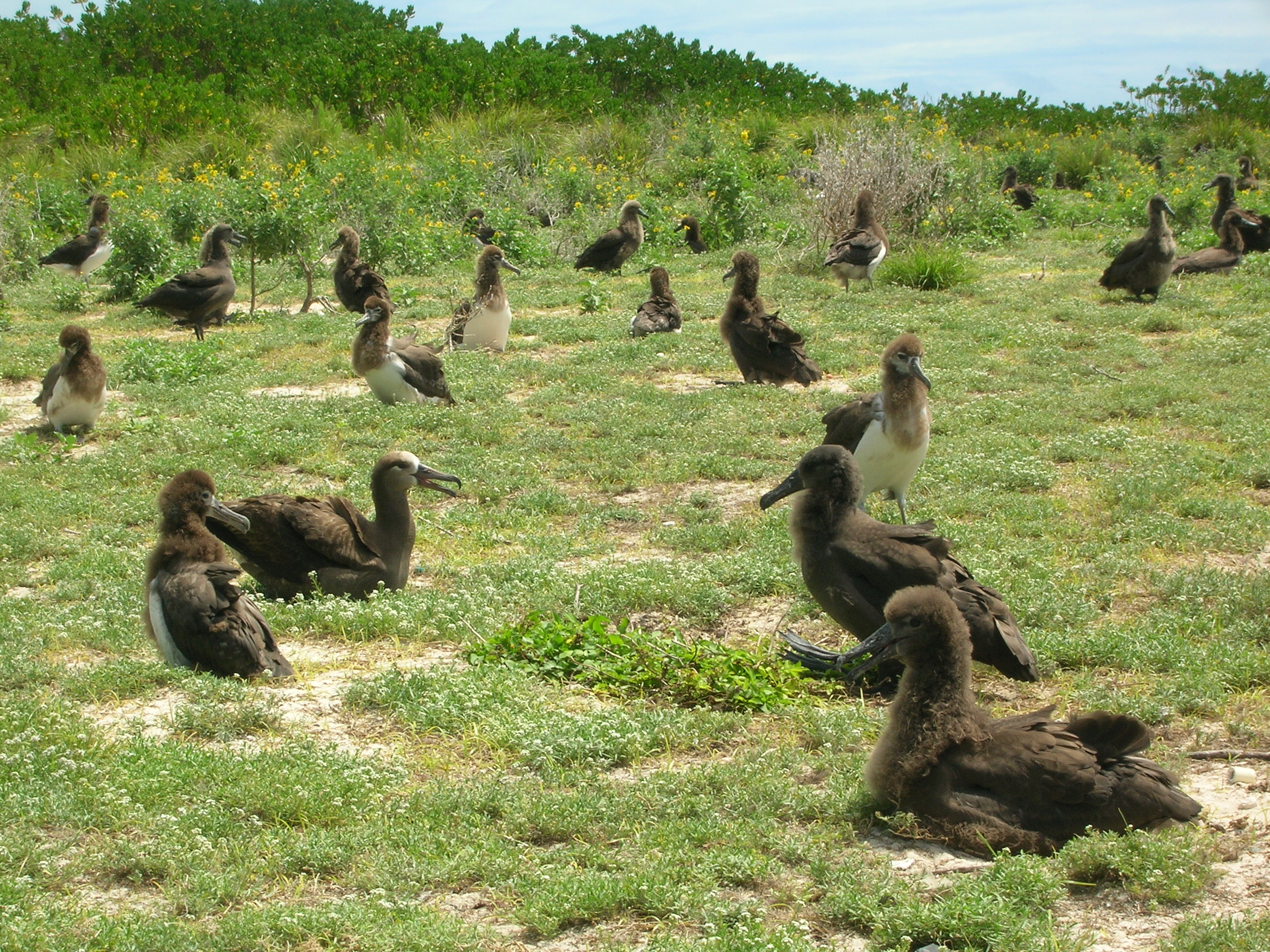
Albatrosi černonozí při hnízdění na atolu Midway

V době hnízdění dospělci shánějí potravu na otevřeném moři do 1250 km od hnízdiště v oblastech s přirozenou koncentrací potravy v blízkosti hladiny. K těmto lokalitám patří např. kontinentální svahy nebo podmořské hory, kde se mísí různé mořské proudy, které vyhánějí k hladině plankton, který následují i planktonožraví živočichové, na kterých se albatrosi krmí. Albatrosi černonozí se živí hlavně desetiramenatci, rybami, jikrami a pelagickými druhy korýšů. Potravu sbírají těsně pod hladinou po dosednutí na vodu. Ke shánění potravy dochází během dne, občas i v noci. Občas se přiživují i na mršinách včetně mršin jiných ptáků.

## Ohrožení
Albatros černonohý není ohrožen tak jako některé jiné druhy albatrosů. Hlavní hrozbu těchto ptáků představuje neúmyslná zabití při komerčních rybářských operacích, zejména při lovech na dlouhou lovnou šňůru, které každoročně zaviní smrt tisíců albatrosů černonohých. Albatrosi jsou ke šňůrám přitahováni kořistí, která se zachytí na háčky. Pokud albatrosi tuto zaháknutou kořist polapí, háček se jim zachytí do krku a vlasec je strhne pod hladinu a albatros zemře utonutím nebo vyčerpáním, jak je tažen za lodí. Globální oteplování představuje další hrozbu druhu; drtivá většina albatrosů černonohých hnízdí do 10 m n. m., takže se vzrůstající hladinou oceánů se tato hnízda ocitnou v přímém nebezpečí zaplavení.